# Aprica
Aprica (l'Abrìga, l'Avrìga o la Vrìga en valtelinès) és un municipi italià, dins de la província de Sondrio, que limita amb els municipis de Teglio i Villa di Tirano a la mateixa província, i de Corteno Golgi a la de Brescia.

## Evolució demogràfica
| Població censada al municipi de Aprica | Població censada al municipi de Aprica        | Població censada al municipi de Aprica |
| -------------------------------------- | --------------------------------------------- | -------------------------------------- |
|                                        |                                               |                                        |
| Notes:                                 | Elaboració gràfica per part de la Viquipèdia  |                                        |
|                                        | Font: ISTAT (Institut Nacional d'Estadística) |                                        |

## Persones il·lustres
- Alex Bellini
- Carlo Carrà
- Camillo Golgi
- Giovanni Battista Enrico Antonio Maria Montini
- Mario Negri scultore
- Emilio Quadrio
- Mario Tessuto

## Galeria

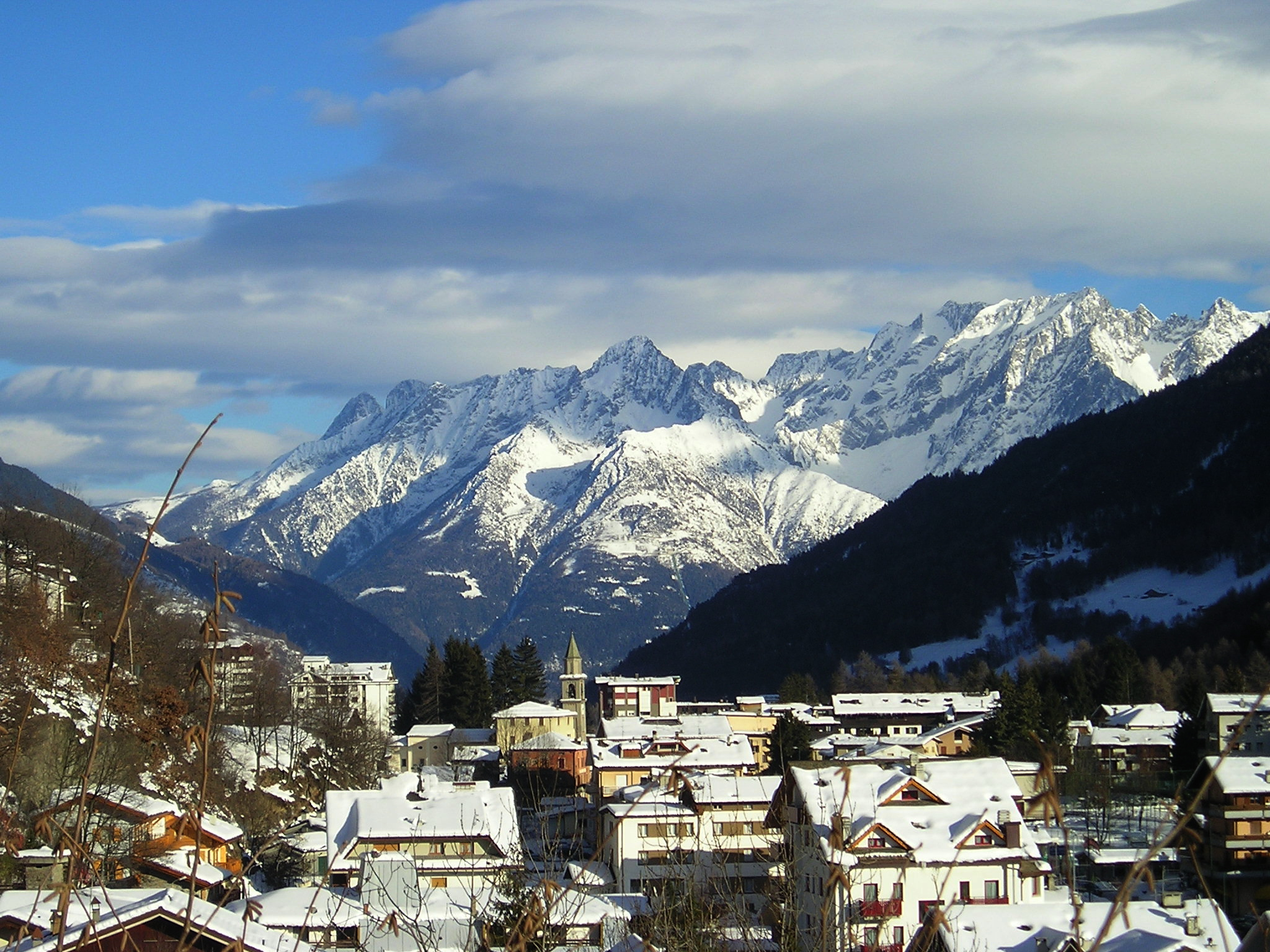
Vista del massiccio Aviolo-Baitone (Gruppo Adamello) dall'ampia sella di Aprica.
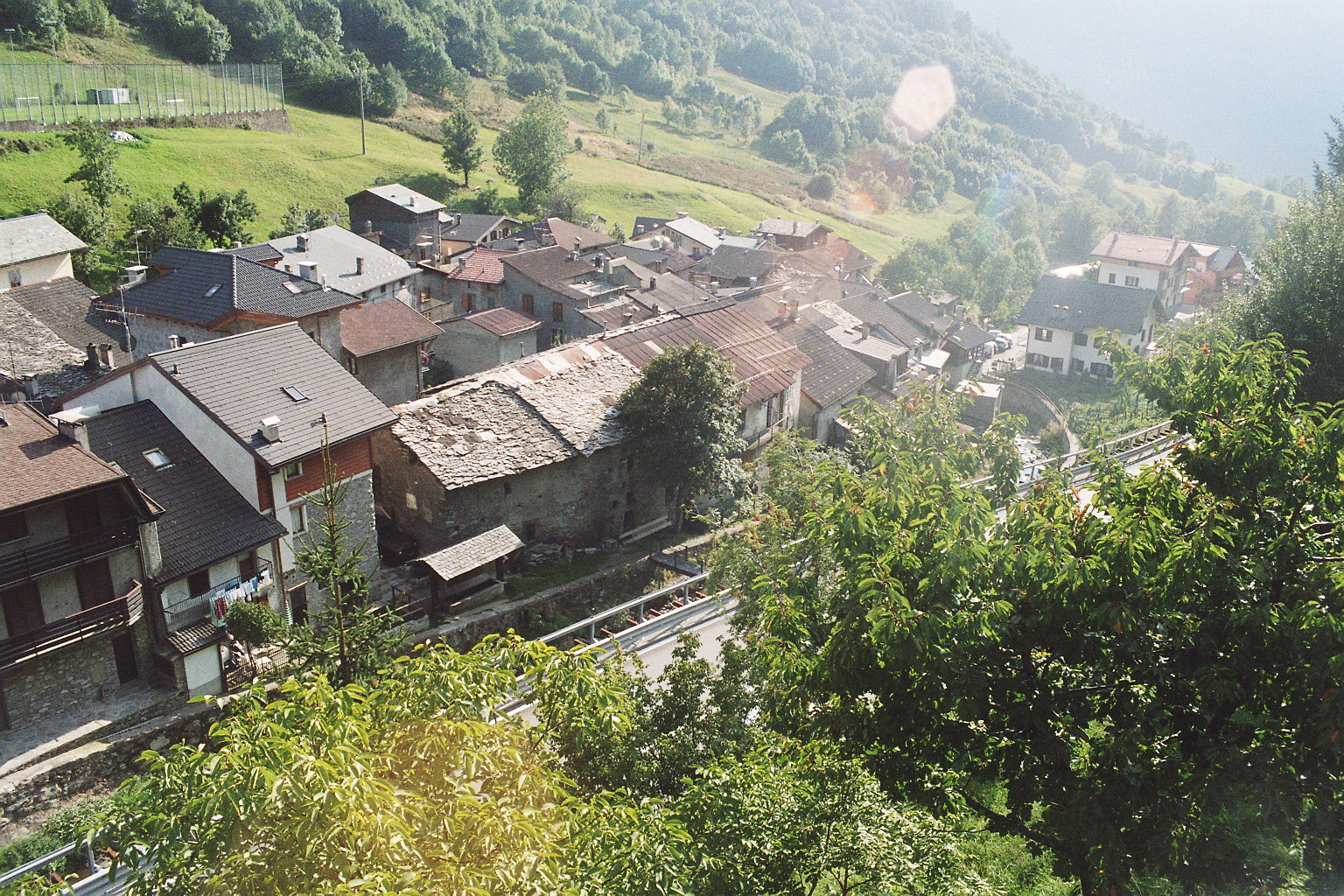
La parte bassa del paese.
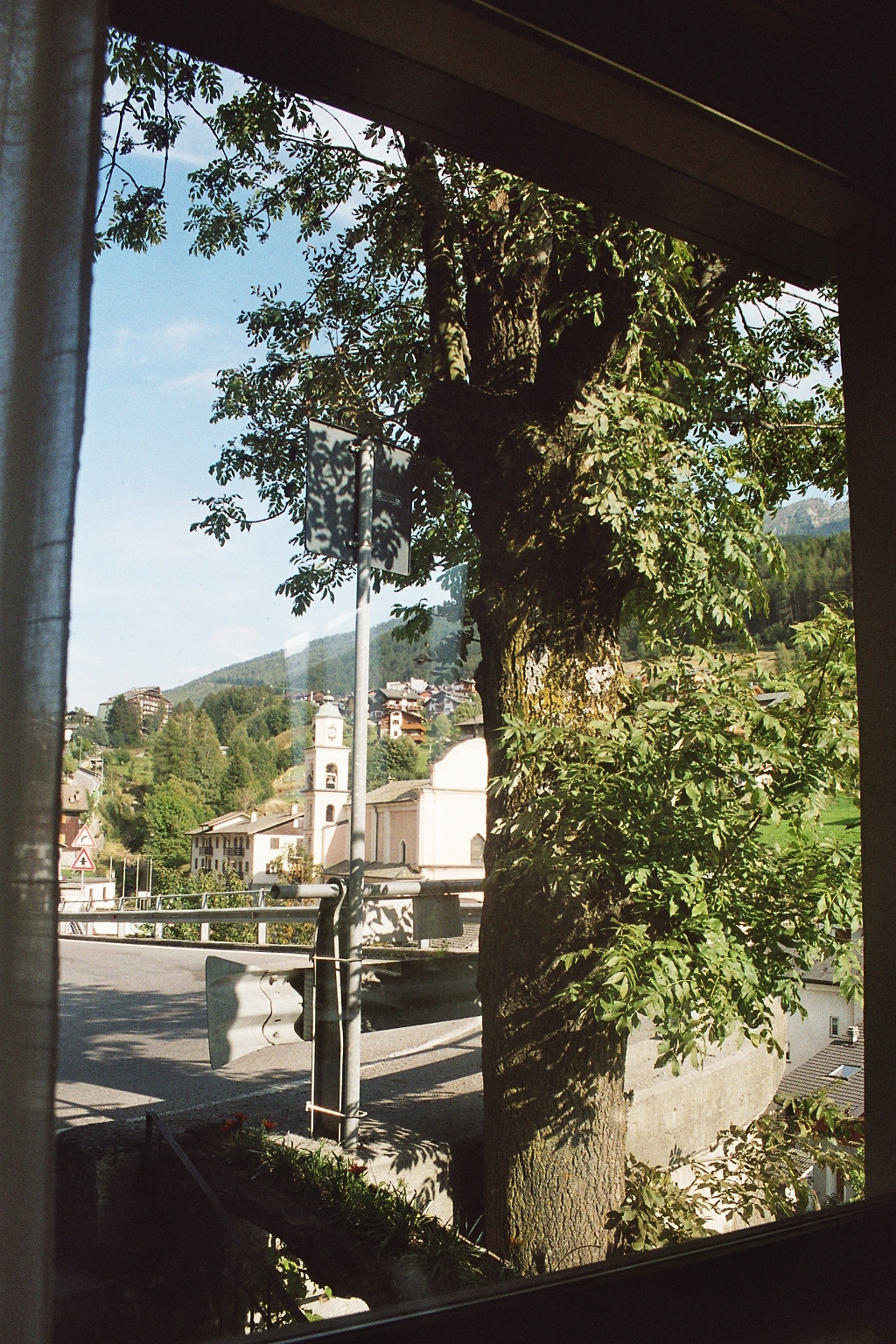
Scorcio.